# Сеймур, Элджернон, 7-й герцог Сомерсет
Элджернон Сеймур, 7-й герцог Сомерсет (англ. Algernon Seymour, 7th Duke of Somerset; 11 ноября 1684 — 7 февраля 1750) — британский аристократ, военный и политик-виг. Он именовался графом Хартфордом из Петуорт-хауса с 1684 по 1748 год. Заседал в Палате общин с 1708 по 1722 год, когда вступил в Палату лордов как барон Перси.

## Предыстория
Элджернон Сеймур родился 11 ноября 1684 года и был вторым сыном Чарльза Сеймура, 6-го герцога Сомерсета (1662—1748), от его первой жены, леди Элизабет Перси (1667—1722), считавшейся баронессой Перси по собственному праву, единственным оставшимся в живых ребёнком Джоселина Перси, 11-го и последнего графа Нортумберленда (1644—1670). В возрасте 17 лет он отправился в Большое турне, посетив Италию в 1701—1703 годах и Австрию в 1705 году.

## Общественная жизнь
Элджернон Сеймур все ещё находился в Австрии, когда он был возвращен в качестве члена парламента от Мальборо по рекомендации своего отца на дополнительных выборах 27 ноября 1705 года. В 1706 году он был назначен лордом-лейтенантом Сассекса на всю оставшуюся жизнь. Летом 1708 года он отправился во Фландрию добровольцем под командованием герцога Мальборо и в ноябре привез оттуда известие об освобождении Брюсселя. На британских всеобщих выборах 1708 года он был избран в качестве члена парламента от вигов как от Мальборо, так и от графства Нортумберленд и предпочел баллотироваться от Нортумберленда. Он стал полковником 15-го пехотного полка в 1709 году и был избран членом Палаты общин на последующих довыборах. Он несколько раз выступал в роли кассира вигов и голосовал за импичмент доктора Сашеверелла в 1710 году. На всеобщих британских выборах 1710 года он снова был избран в качестве члена парламента от вигов от Нортумберленда. В 1711 году Роберт Харли назначил его губернатором Тайнмутского замка, а также мировым судьей Нортумберленда. В парламенте он проголосовал за предложение «Нет мира без Испании» 7 декабря 1711 года. Он снова был избран от графства Нортумберленд на британских всеобщих выборах 1713 года и решительно высказался в поддержку Ричарда Стила, проголосовав против его исключения. В 1714 году он был назначен придворным опочивальни принца Уэльского .
Сеймур был вновь избран в качестве члена парламента вигов от Нортумберленда на всеобщих выборах 1715 года в Великобритании и предложил Спенсера Комптона в качестве спикера 17 марта 1715 года. Он также стал полковником 2-го полка лейб-гвардии. В январе 1716 года он выступил за импичмент лорда Кенмура, а в июне 1717 года проголосовал против правительства лорда Кадогана. Когда произошел разрыв в отношениях между Георгом I и его сыном Фредериком, принцем Уэльским, в 1717 году он оставил свой пост придворного опочивальни. Он снова был избран без сопротивления на всеобщих выборах в Великобритании в 1722 году 16 октября 1722 года занял место председателя комитета всей Палаты общин по законопроекту о приостановлении действия закона Хабеас Корпус. После смерти матери 23 ноября 1722 года Элджернон Перси был вызван в Палату лордов в качестве лорда Перси и освободил свое место в Палате общин.
Перси был хранителем рукописей (Custos Rotulorum) графства Уилтшир с 1726 по 1750 год. Он стал бригадным генералом в 1727 году и в том же году был назначен губернатором Минорки, пост которого он занимал до 1742 года. В 1735 году он был произведен в генерал-майоры, а в 1739 году — в генерал-лейтенанты. С 1740 по 1750 год он был полковником Королевской конной гвардии, а затем служил губернатором Гернси с 1742 по 1750 год. В 1748 году он сменил своего отца на посту 7-го герцога Сомерсета.

## Землевладение и титулы
Единственный сын герцога, Джордж Сеймур, лорд Бошан (1725—1744), умер холостым в 1744 году в возрасте 19 лет. В 1748 году Элджернон Сеймур, герцог Сомерсет, получил титулы 1-го барона Уоркуэрта из замка Уоркуэрт в графстве Нортумберленд и графом Нортумберлендом с правом наследования этих титулов для своего зятя, сэра Хью Смитсона, 4-го баронета. В то же время Элджернон Сеймур был назначен бароном Кокермутом в графстве Камберленд и графом Эгремонтом с правом наследования для его племянников, сэром Чарльзом Уиндемом, 4-м баронетом, Орчардом Уиндемомом и Перси Уиндемом-О’Брайеном . Восстановленный титул графа Эгремонта принадлежал более раннему члену семьи Перси, Томасу Перси, 1-му барону Эгремонту (1422—1460).

## Семья
В марте 1715 года Элджернон Сеймур женился на Фрэнсис Тинн (10 мая 1699 — 7 июля 1754), старшей дочери политика Генри Тинна (1675—1708) и внучке Томаса Тинна, 1-го виконта Уэймута (1640—1714). У Сомерсета и Фрэнсис было двое детей:
- Джордж Сеймур, виконт Бошан (11 сентября 1725 — 11 сентября 1744), умер раньше своего отца, не женат.
- Элизабет Сеймур (Перси) (26 ноября 1716 — 5 декабря 1776), вышла замуж за сэра Хью Смитсона, 4-го баронета (ок. 1714—1786), впоследствии 2-го графа Нортумберленда по праву жены и 1-го герцога Нортумберленда по рождению.

Элджернон Сеймур, 7-й герцог Сомерсет, скончался в 1750 году и был похоронен в Нортумберлендском склепе в Вестминстерском аббатстве. Он был одним из самых богатых землевладельцев в Англии, но так как он умер, не оставив в живых сына, его поместья были разделены после его смерти. Герцогский титул перешел к дальнему родственнику, Эдварду Сеймуру, 8-му герцогу Сомерсету (1694—1757). Графство Нортумберленд и большая часть традиционных поместий Перси перешли к его дочери и её мужу (замок Алник, Нортумберленд-хаус и Сайон-хаус). Петуорт-хаус в Сассексе перешел к племяннику герцога Чарльзу Уиндему, 2-му графу Эгремонту. Позже герцоги Сомерсетские жили в Мейден-Брэдли, гораздо более скромное поместье, чем те, о которых уже упоминалось, и на короткое время в Стовер-хаус, Тейнгрейс, Девоншир, и в Берри-Помрой, Девоншир.

## Титулы
- 1-й барон Перси (с 23 ноября 1722)
- 7-й барон Сеймур (с 2 декабря 1748)
- 7-й герцог Сомерсет (с 2 декабря 1748)
- 7-й барон Бошан (с 2 декабря 1748)
- 7-й граф Хартфорд (с 2 декабря 1748)
- 1-й граф Нортумберленд (с 2 октября 1749).
- 1-й граф Эгремонт (с 3 октября 1749)
- 1-й барон Уоркуэрт из Уоркуэрт-Касла, Нортумберленд (с 2 октября 1749)
- 1-й барон Кокермут, Камберленд (с 3 октября 1749).